# Polizeiruf 110: Trickbetrügerin gesucht
Trickbetrügerin gesucht ist ein deutscher Kriminalfilm von Hans Knötzsch aus dem Jahr 1977. Der Fernsehfilm erschien als 46. Folge der Filmreihe Polizeiruf 110.

## Handlung
Innerhalb von vier Tagen hat eine Trickbetrügerin mehrfach in Frankfurt an der Oder und Berlin Geldbeträge in zwei- bis dreistelliger Höhe ergaunert. Mal gab sie vor, Geld für Kohlen oder andere Rechnungen zu brauchen, mal bestahl sie Reisende im Zug. Die Opfer beschrieben sie als um die 30 Jahre alt. Charakteristisch war zudem eine Tasche, die dem Zakopaner Kunstgewerbe zuzuordnen ist. Hauptmann Bechler zufolge hat die Aufklärung des Falls, der Oberleutnant Peter Fuchs und Kriminal-Wachtmeister Lutz Subras übertragen wird, oberste Priorität. Peter Fuchs kennt die Masche der Täterin, Reisende beim Aussteigen aus dem Zug zu bestehlen, von Hertha Tuch, die als Diebin eine zweijährige Gefängnisstrafe verbüßt und am nächsten Tag entlassen werden soll. Hertha jedoch kann sich nicht vorstellen, dass eine ihrer Mitinsassinnen ihre Masche übernommen haben könnte.
Hertha wird am nächsten Tag entlassen. Vor dem Gefängnis wartet nicht nur ihr Freund Klaus auf sie, der ihr in der Haftzeit regelmäßig Briefe geschrieben hat und für sie da war, sondern auch Carla Siedmann – die gesuchte Trickbetrügerin. Sie hat mit Hertha eine Zeitlang die Zelle geteilt und steckt ihr nun Geld für den Neuanfang zu. Klaus ist misstrauisch und lehnt Carla ab. Gerne würde er jeden Kontakt von Hertha zur mondän auftretenden Carla unterbinden, doch verweigert Hertha diesen Schritt. Als Carla für zwei Tage bei Hertha wohnen will, zieht Klaus demonstrativ für diese Zeit aus der Wohnung aus.
Carla betrügt ihre Mitmenschen auf unterschiedlichste und raffinierte Weise. Sie tarnt sich stets mit einer Perücke, ändert jedoch ständig ihr Aussehen. Auch ihr Schriftbild passt sie regelmäßig den Umständen an, hat immer mehrere gestohlene Ausweise bei sich und kann verschiedene Dialekte imitieren. Größere gestohlene Gegenstände, wie eine wertvolle Kändler-Porzellanfigur, deponiert sie im Schließfach eines Bahnhofs. Eines Tages macht sie die Bekanntschaft von Roland Wagner, der am Biologischen Institut arbeitet und ihr von internationalen Forschungsreisen erzählt. Beide treffen sich ein zweites Mal und verbringen die Nacht im Hotel. Am nächsten Morgen fehlen Roland nicht nur die Brieftasche, sondern auch seine Arbeitstasche mit zahlreichen Unterlagen des Biologischen Instituts. Carla gibt sich unterdessen als Genossin Trautwein des Instituts aus und versucht so, beim Pressechef eines Herstellers optischer Geräte wertvolle Kameras und Nachtsichtgeräte zu ergaunern. Den Transport der Waren, die angeblich für eine Expedition des Biologischen Instituts benötigt werden, soll Klaus mit seinem Wagen realisieren, doch weigert sich Hertha, die mit Carlas Machenschaften nichts zu tun haben will. Sie bringt es dennoch nicht über sich, Carla aus der Wohnung zu werfen. Klaus greift ein und will Carlas Koffer einfach vor die Tür stellen. Der Koffer öffnet sich, als Klaus ihn vom Schrank holt, und heraus fallen neben verschiedenen Perücken auch gestohlene Ausweise und Schecks. Klaus glaubt, Hertha habe von allem gewusst, und verlässt aufgebracht die Wohnung.
Hertha will den Koffer zur Polizei bringen, als Carla erscheint. Sie wollte sich mit Pressechef Herrn Engel treffen, um einen geplanten Vorschuss für die angebliche Forschungsreise zu erhalten, doch hat der längst Kontakt mit Peter Fuchs aufgenommen. Als Carla beide Männer aus dem Büro kommen sah, flieht sie. Vor Hertha zeigt sie ihr wahres Gesicht und beschimpft sie, als sie Hertha mit ihrem Koffer sieht. Hertha wirft sie raus. Carla braucht nun Geld, um aus Berlin fliehen zu können. Sie versucht, die Porzellanfigur zu verkaufen, muss bei dem wertvollen Stück jedoch ihren Ausweis hinterlegen, sodass sie auf einen Verkauf verzichtet. Stattdessen antwortet sie auf ein Zeitungsinserat eines Porzellansammlers, der sich als Ermittler der Polizei entpuppt. Carla wird festgenommen, leugnet bei der Polizei jedoch alles. Hier ist unterdessen auch Hertha erschienen und hat den Ermittlern Carlas Koffer gebracht. Peter Fuchs und Lutz Subras können Carla nun ihre Taten nachweisen. Zudem haben sie sämtliche von ihr geschädigte Personen auf die Polizeidienststelle gerufen. Carla reagiert zunächst gefasst, als sie den Menschen gegenübersteht. Als jedoch Hertha den Raum betritt und sie vorwurfsvoll ansieht, bittet Carla, den Raum verlassen zu dürfen.

## Produktion
Trickbetrügerin gesucht wurde vom 20. Oktober bis 1. Dezember 1976 in Berlin gedreht. Die Kostüme des Films schuf Hannelore Gutt, die Filmbauten stammen von Werner Jagodzinski. Der Film erlebte am 21. Mai 1977 im 1. Programm des Fernsehens der DDR seine Premiere. Die Zuschauerbeteiligung lag bei 59,1 Prozent.
Es war die 46. Folge der Filmreihe Polizeiruf 110. Oberleutnant Peter Fuchs ermittelte in seinem 28. Fall und Wachtmeister Lutz Subras in seinem 26. Fall. Angelika Mann singt im Film das Lied Empty House Blues.